# Phoenix (Oregon)
Phoenix (korábban Gasburg) az Amerikai Egyesült Államok északnyugati részén, Oregon állam Josephine megyéjében elhelyezkedő város. A 2020. évi népszámláláskor 4475 lakosa volt.

## Története
Hiram és Samuel Colver az 1850-es években telepedtek itt le. Az első lakosok között voltak Milton Lindley gyártulajdonos és Sylvester M. Wait, a Phoenix Insurance Company ügynöke, aki a települést elnevezte. A korábbi Gasburg elnevezés egy bőbeszédű szakácsra utal. A posta 1857-ben nyílt meg.

### 2020-as tűz
A 2020-as oregoni erdőtüzek során Phoenix nagyobb területe, valamint Ashland, Medford és Talent városok egy része is leégett. A hatóságok 2020. szeptember 11-ei tájékoztatása szerint tömegkatasztrófára készültek; addigra hatszáz lakóház és száz kereskedelmi létesítmény égett le, de szeptember 18-ára ez a szám 2800-ra növekedett. Szeptember 11-én letartóztattak egy gyújtogatással vádolt férfit; a vád szerint ő okozta a phoenixi tüzet, ami később az ashlandivel egyesült. Utóbbi okait külön eljárás keretében vizsgálják.

## Földrajz és éghajlat

### Földrajz
A helység az Interstate 5 és az Oregon Route 99 mentén, Medfordtól délre fekszik. Talentet érini a Coleman-patak és a Medve-pataki túraútvonal.

### Éghajlat
A település éghajlata mediterrán (a Köppen-skála szerint Csa).
| Hónap                                                     | Jan.  | Feb.  | Már.  | Ápr. | Máj. | Jún. | Júl. | Aug. | Szep. | Okt. | Nov.  | Dec.  | Év    |
| --------------------------------------------------------- | ----- | ----- | ----- | ---- | ---- | ---- | ---- | ---- | ----- | ---- | ----- | ----- | ----- |
| Rekord max. hőmérséklet (°C)                              | 21,0  | 25,0  | 27,0  | 34,0 | 37,0 | 46,0 | 43,0 | 43,0 | 41,0  | 35,0 | 24,0  | 20,0  | 46,0  |
| Átlagos max. hőmérséklet (°C)                             | 8,4   | 11,8  | 14,8  | 18,1 | 21,8 | 26,1 | 30,2 | 30,6 | 26,3  | 19,6 | 10,6  | 7,6   | 18,9  |
| Átlagos min. hőmérséklet (°C)                             | −1,2  | 0,1   | 1,3   | 3,5  | 5,7  | 8,6  | 10,7 | 10,2 | 6,7   | 2,8  | 0,4   | −0,9  | 4,0   |
| Rekord min. hőmérséklet (°C)                              | −18,0 | −18,0 | −12,0 | −6,0 | −4,0 | −3,0 | 2,0  | 3,0  | −3,0  | −8,0 | −13,0 | −22,0 | −22,0 |
| Átl. csapadékmennyiség (mm)                               | 82    | 74    | 58    | 49   | 43   | 22   | 14   | 10   | 20    | 37   | 110   | 119   | 638   |
| Forrás: BestPlaces.net és Western Regional Climate Center |       |       |       |      |      |      |      |      |       |      |       |       |       |

## Népesség
| Lakosok száma | 277  | 250  | 439  | 432  | 746  | 1287 | 2309 | 3239 | 4538 | 4475 |
|               | 1880 | 1910 | 1930 | 1940 | 1950 | 1970 | 1980 | 1990 | 2010 | 2020 |

## Oktatás
A település három iskolájának fenntartója a Phoenix–Talenti Tankerület.

## A kultúrában
A 2018-as Phoenix, Oregon című film két helyi lakos életét mutatja be, azonban Klamath Fallsban forgatták. Mivel a Covid19-pandémia során a nagyobb mozik zárva tartottak, a filmet pedig a térség kisebb, nyitva tartó helyein vetítették, 2020 márciusában és áprilisában ez volt a legnagyobb bevételű amerikai mozifilm.
Az 1995-ös orosz Amerikanszkaja docs (Amerikai lány) című filmben a főszereplő és lánya az arizonai Phoenixbe akarnak utazni, de az oregoniba jutnak.

## Nevezetes személyek és csoportok
- Bill Pearl, testépítő[22]
- Dennis W. Day, színész[23]
- Neighb’rhood Childr’n, pszichedelikusrock-együttes[24]
- Tami Farrell, Miss Teen USA[25]

## Fordítás
- Ez a szócikk részben vagy egészben  a   Phoenix, Oregon című angol Wikipédia-szócikk ezen változatának fordításán alapul.  Az eredeti cikk szerkesztőit annak laptörténete sorolja fel. Ez a jelzés csupán a megfogalmazás eredetét és a szerzői jogokat jelzi, nem szolgál a cikkben szereplő információk forrásmegjelöléseként.